# Termoreglare

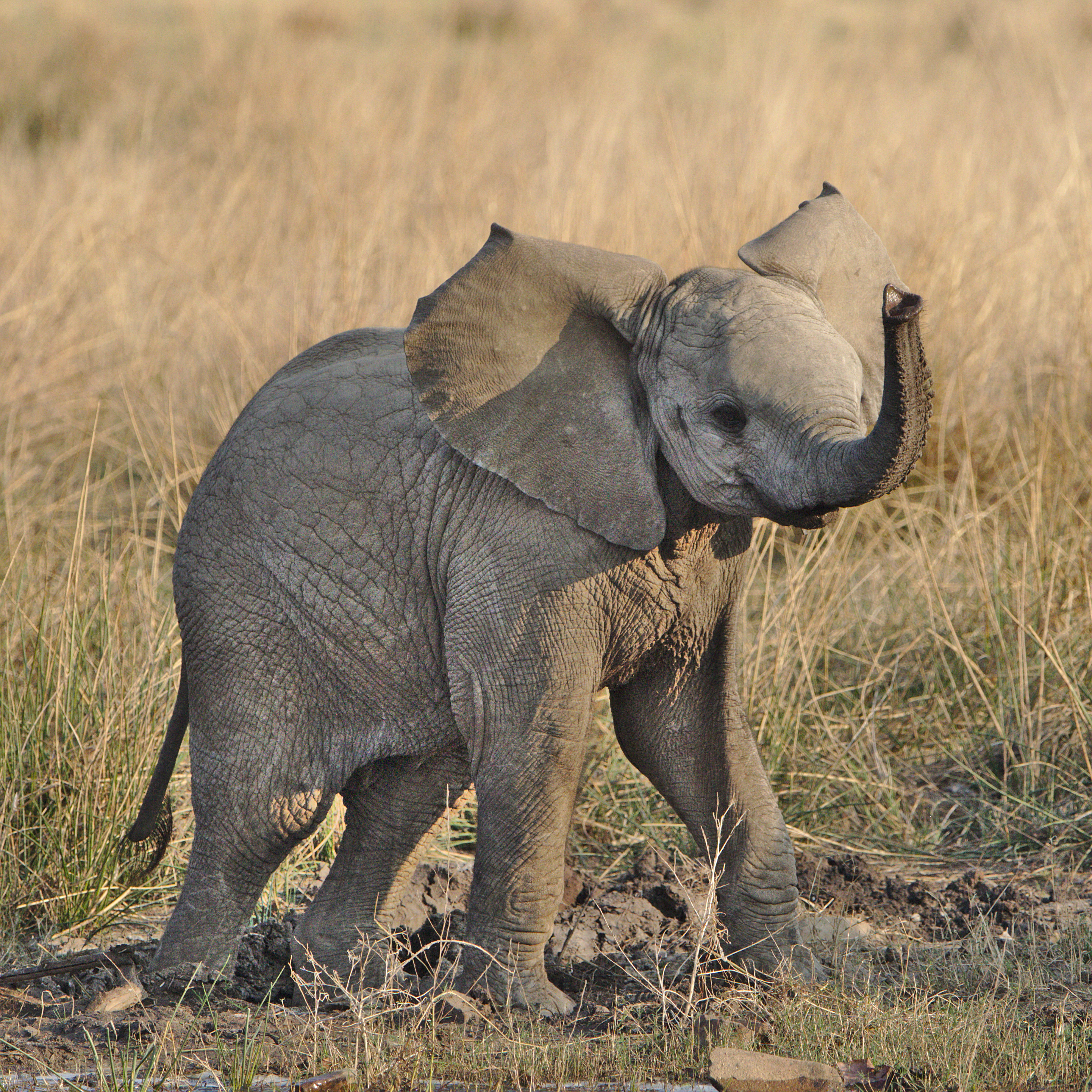
Elefanții își folosesc urechile ca mijloc de termoreglare. Vasele ce transportă sânge sunt răcite la balansarea constantă a urechilor.

Termoreglarea este abilitatea unui organism de a-și menține temperatura într-un anumit interval fiziologic, indiferent de temperatura mediului ambiant. Termoreglarea corpului uman se face în funcție de mai mulți factori. În mod normal corpul uman menține o temperatură aproximativ constantă, dar are capacitatea de a creste temperatura în caz de infecție sau de a o scădea în alte situații. Diencefalul este partea din creier responsabilă cu această funcție.

## Alte sensuri
Termoreglarea reprezintă proprietatea unui sistem de a își controla temperatura.
Acest lucru se realizează printr-un mecanism de detecție completat de o buclă de verificare si finalizată prin aducerea sistemului la parametri setați.
În domeniul electronic se realizează termoreglarea sistemelor pentru a introduce bucle de protecție în caz de supraîncălzire. Acest lucru se realizează prin dispozitive de tip bandgap în interiorul căruia se face setarea parametrilor, citirea senzorului de căldură și bucla de reglare. Mai departe acest bloc este urmat de un mecanism de protecție în caz de depășire a parametrilor inițiali.